# Стюартс-Драфт (Вірджинія)
Стюартс-Драфт (англ. Stuarts Draft) — переписна місцевість (CDP) в США, в окрузі Огаста штату Вірджинія. Населення — 12 142 особи (2020).

## Географія
Стюартс-Драфт розташований за координатами 38°1′28″ пн. ш. 79°1′54″ зх. д. / 38.02444° пн. ш. 79.03167° зх. д. (38.024476, -79.031613).  За даними Бюро перепису населення США в 2010 році переписна місцевість мала площу 51,85 км², з яких 51,33 км² — суходіл та 0,53 км² — водойми.

## Демографія
Згідно з переписом 2010 року, у переписній місцевості мешкало 9235 осіб у 3674 домогосподарствах у складі 2649 родин. Густота населення становила 178 осіб/км².  Було 3962 помешкання (76/км²).
Расовий склад населення:
| - 93,7 % — білих - 3,8 % — чорних або афроамериканців - 0,5 % — азіатів - 0,2 % — корінних американців |

До двох чи більше рас належало 1,5 %. Частка іспаномовних становила 1,7 % від усіх жителів.
За віковим діапазоном населення розподілялося таким чином: 23,7 % — особи молодші 18 років, 61,4 % — особи у віці 18—64 років, 14,9 % — особи у віці 65 років та старші. Медіана віку мешканця становила 40,6 року. На 100 осіб жіночої статі у переписній місцевості припадало 91,6 чоловіків;  на 100 жінок у віці від 18 років та старших — 88,7 чоловіків також старших 18 років.
Середній дохід на одне домашнє господарство  становив 57 442 долари США (медіана — 46 654), а середній дохід на одну сім'ю — 62 892 долари (медіана — 54 387). Медіана доходів становила 40 171 долар для чоловіків та 34 779 доларів для жінок. За межею бідності перебувало 12,5 % осіб, у тому числі 21,5 % дітей у віці до 18 років та 4,6 % осіб у віці 65 років та старших.
Цивільне працевлаштоване населення становило 4626 осіб. Основні галузі зайнятості: освіта, охорона здоров'я та соціальна допомога — 24,6 %, роздрібна торгівля — 19,9 %, виробництво — 17,0 %.